# 沙圖拉
55°34′34″N 39°32′39″E / 55.5761°N 39.5442°E
沙圖拉（俄语：Шату́ра）是俄羅斯莫斯科州東部的一個城市。位於莫斯科124公里。2002年人口30,393人。
1928年由三個聚落合併而成。1936年設市。

## 引用
- Shatura | 照片旅客 （页面存档备份，存于）